# نیکوپولیس آد ایستروم
نیکوپولیس آد ایستروم (به یونانی: Νικόπολις ἡ πρὸς Ἴστρον)یا نیکوپولیس آد لاتروم یک شهرستان امپراتوری روم و بیزانس بود.
ویرانه‌های آن در روستای نیکیوپ در ۲۰ کیلومتری شمال ولیکو ترنوو در شمال بلغارستان قرار دارد. این شهر در طول فرمانروایی امپراتور هادریانوس، دودمان آنتونی نروایی، و دودمان سِوِرانی به اوج خود رسید.
کاوش‌های باستان‌شناختی در آن هم‌چنان ادامه دارند. این مکان در ۱۹۸۴ توسط یونسکو در لیست آزمایشی برای ثبت به عنوان میراث جهانی یونسکو قرار گرفت.

## تاریخ
این مکان در نقطه تلاقی رودهای یانترا و روسیستا واقع بود، جایی که ارتش روم تحت هدایت امپراتور ترایانوس (تراژان) در زمستان سال ۱۰۲–۱۰۱ برای حمله به قبایل متحدهٔ رخش‌الان‌ها و داس‌ها تجمع کرده بود.
چنان‌که از پردهٔ XXXIX ستون تراژان برمی‌آید، این شهر در حدود ۱۰۶–۱۰۲ توسط ترایانوس تأسیس شده‌است، آنهم برای پاسداشت پیروزی وی در جنگ‌های داکیه بر قبایل نامبرده، و نام آن اولپیا نیکوپولیس بوده‌است که نام اولپیا برگرفته از نام خاندان ترایانوس است. به هر روی عنوان نیکوپولیس آد هائموم برای این شهر در کتاب جغرافیای بطلمیوس به‌کار رفته‌است.

## نگارخانه

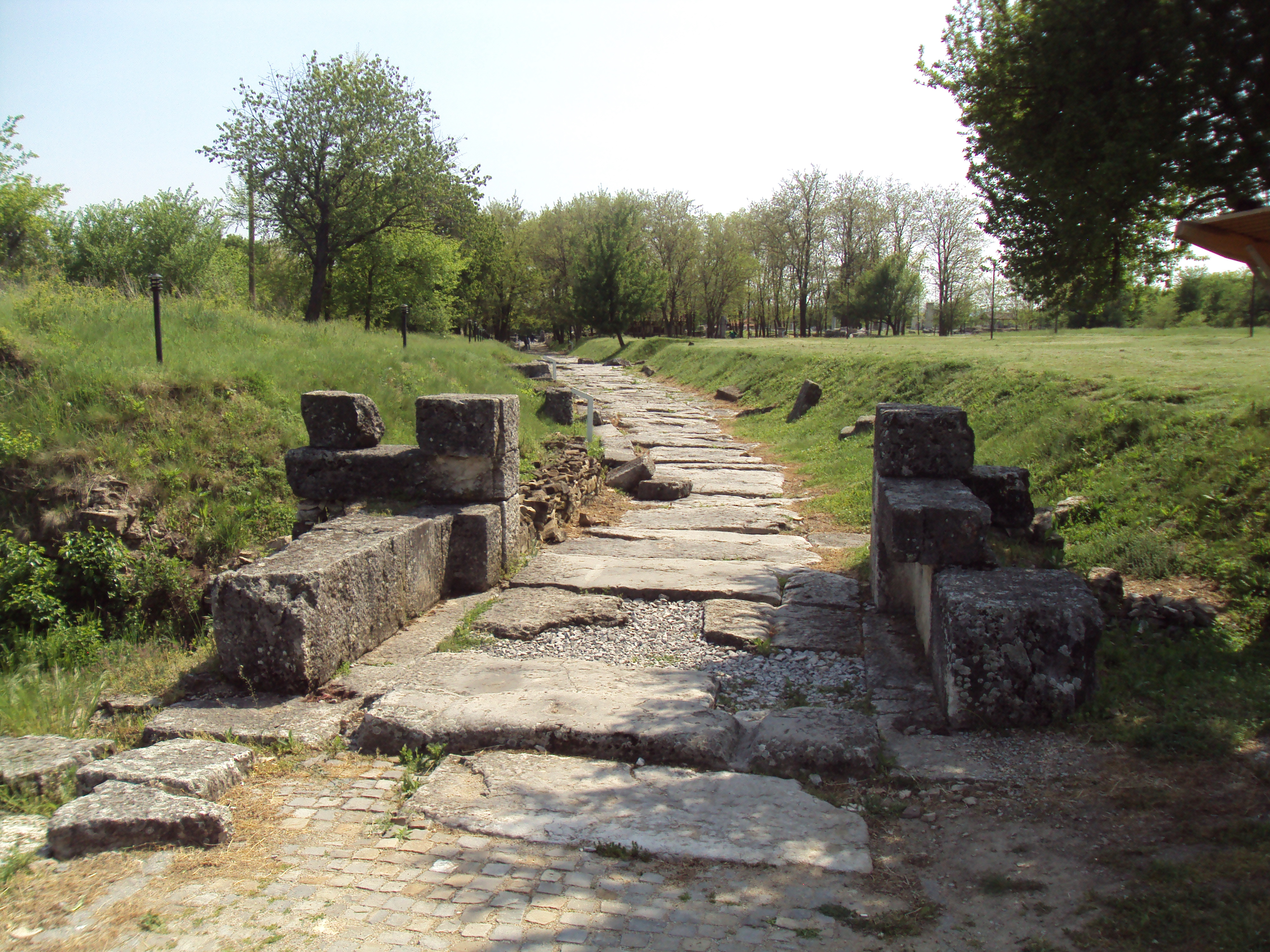
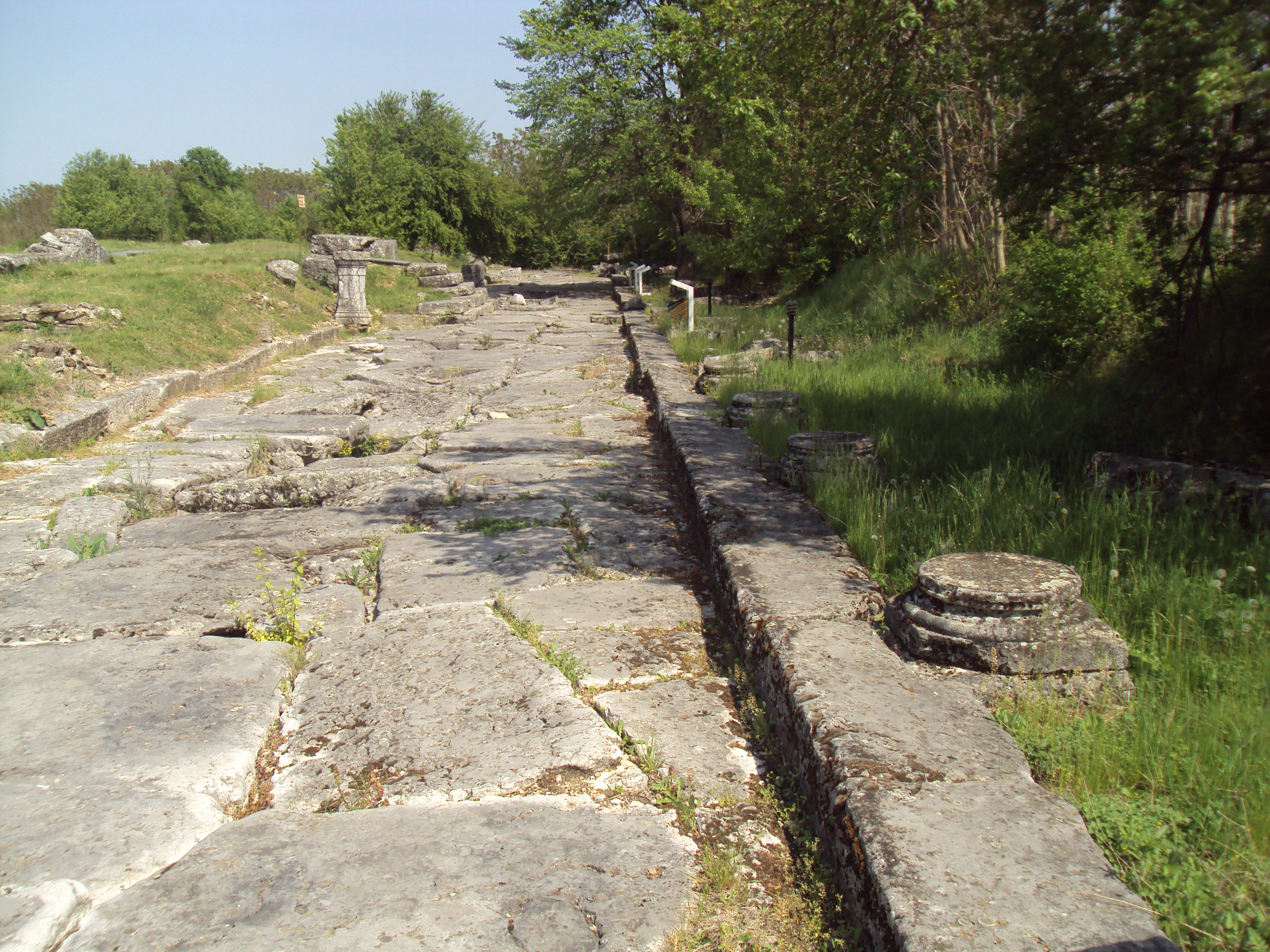
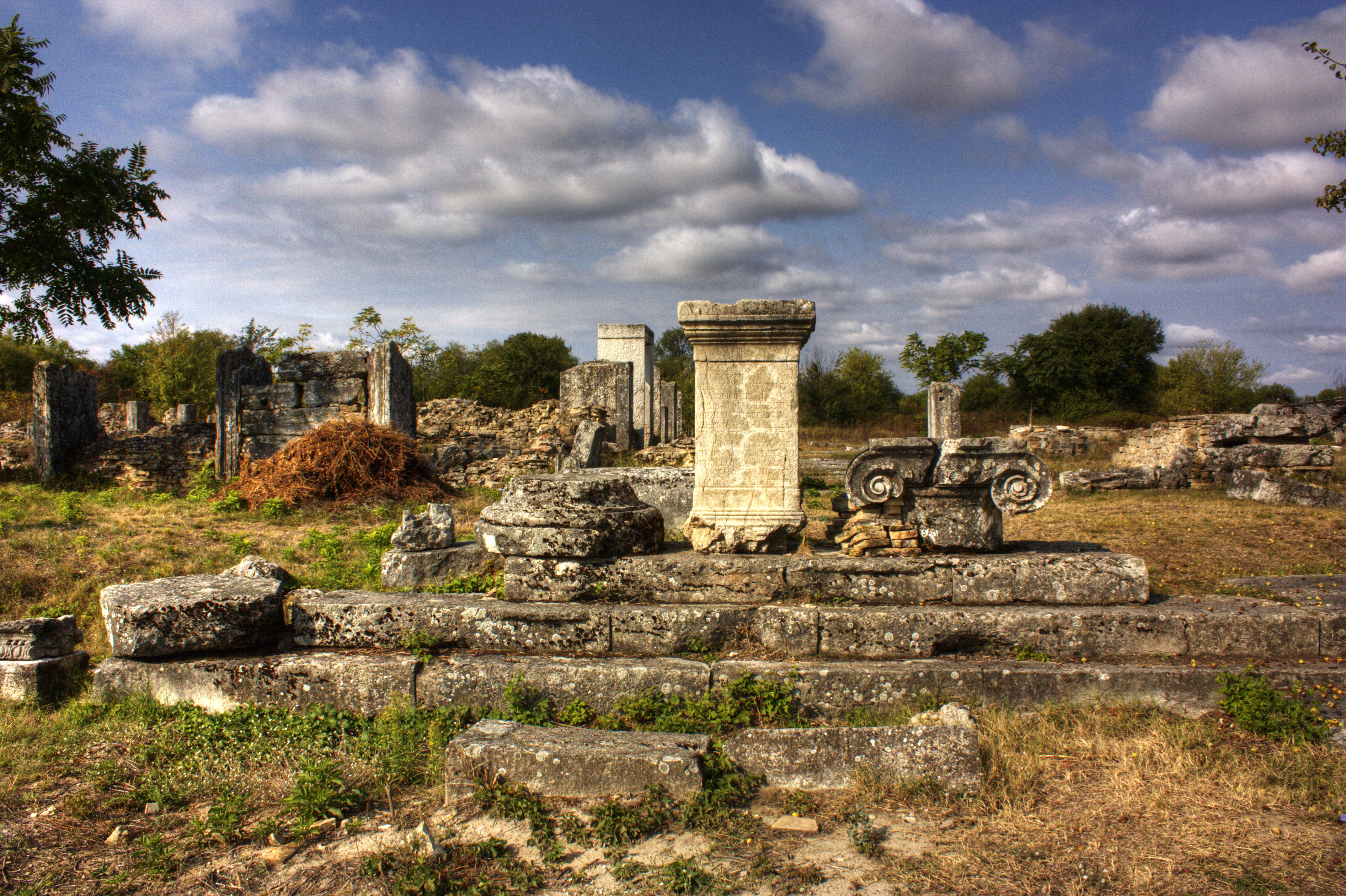
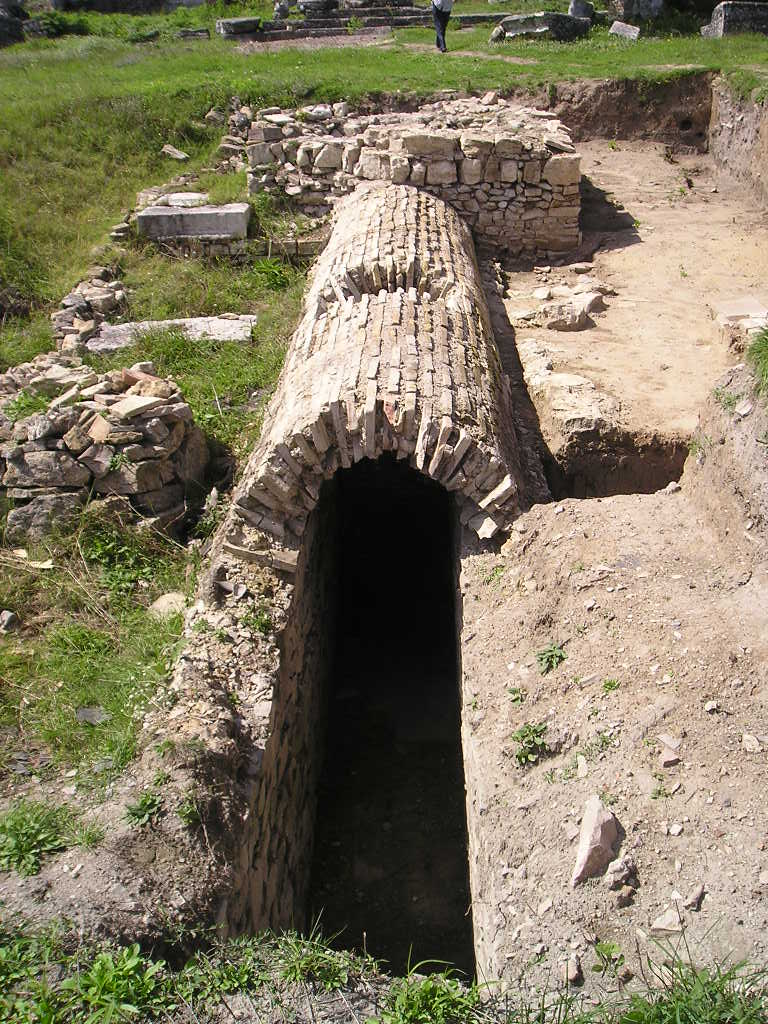
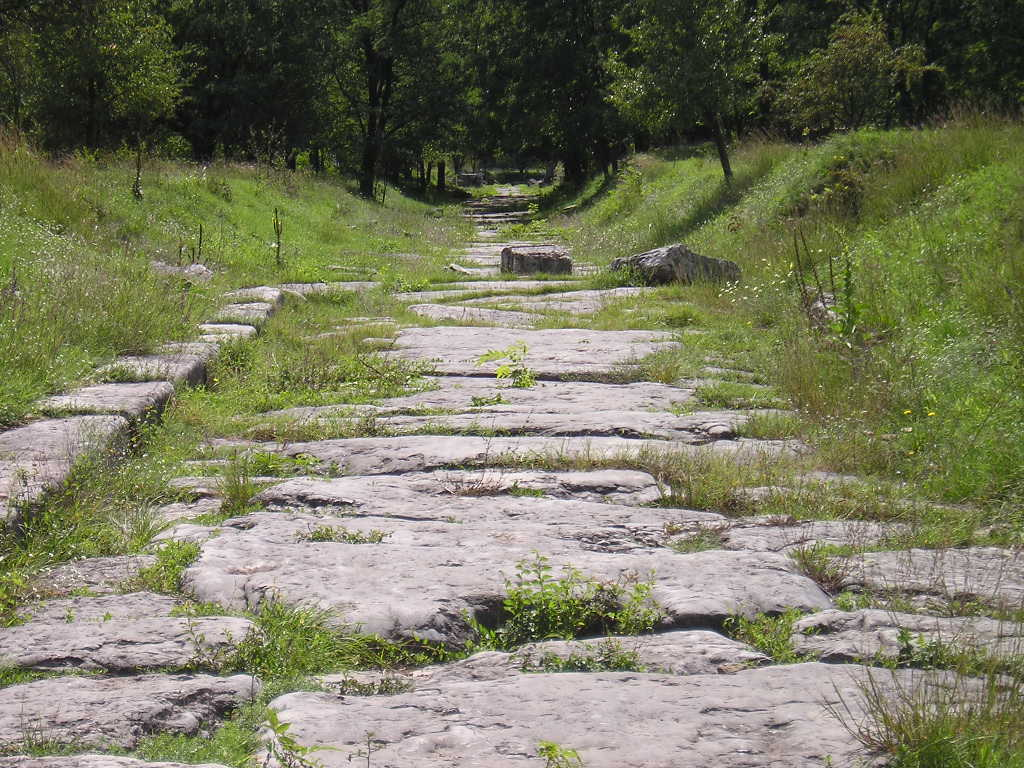
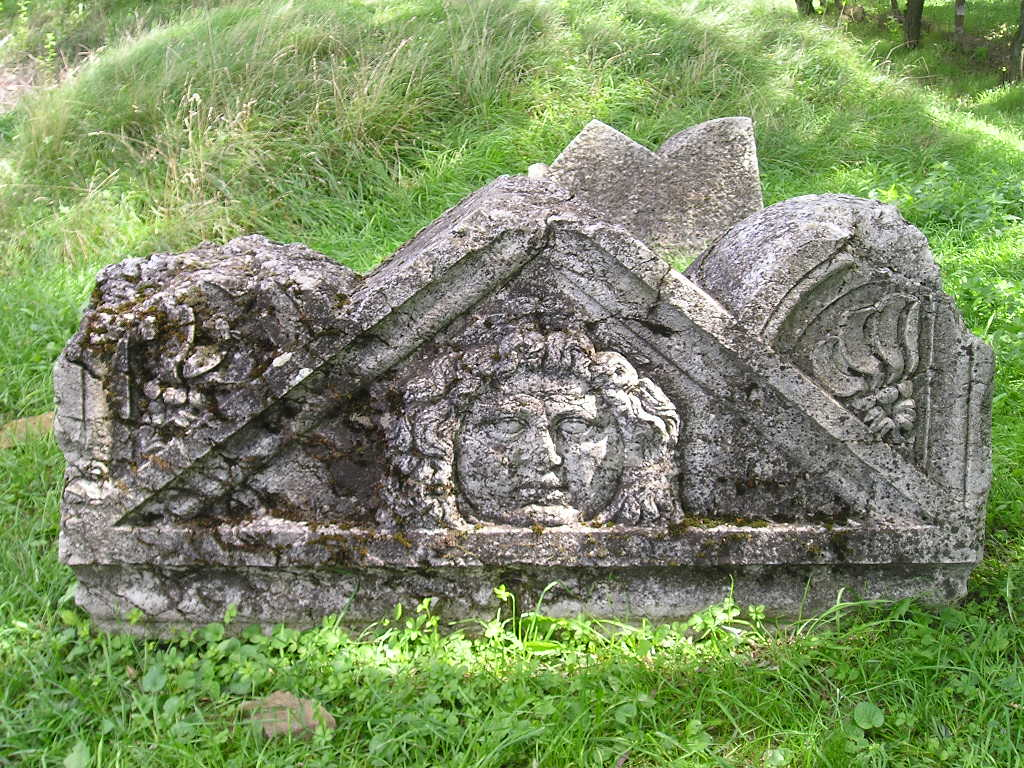
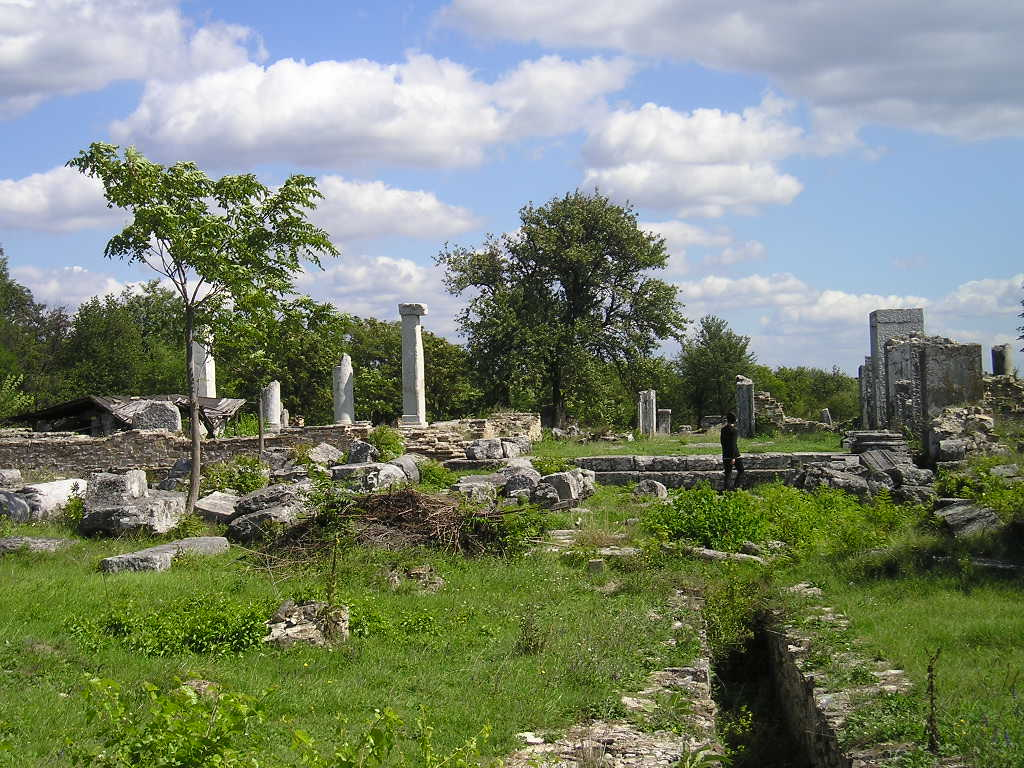